# Чичинадзе, Константин Георгиевич
Константин Георгиевич Чичинадзе (груз. კონსტანტინე გიორგის ძე ჭიჭინაძე; 1902, пос. Лесичине, Грузия, Российская империя — ?) — советский партийный и государственный деятель, председатель СНК Абхазской АССР (1938—1943).

## Биография
Член ВКП(б) с 1928 г.
С 1928 года — на профсоюзной работе.
- 1931—1932 гг. — член правления Грузколхозцентра,
- 1933—1938 гг. — на партийной работе (Кварельский, Хобский район, Поти, Цхакаевский район), в ЦК КП(б) Грузии, заведующий отделом печати и издательств ЦК КП(б) Грузии,
- август-ноябрь 1938 г. — второй секретарь Абхазского областного комитета КП(б) Грузии,
- 1938—1943 гг. — председатель Совета Народных Комиссаров (СНК) Абхазской АССР,
- 1943 г. — секретарь ЦК КП(б) Грузии по животноводству,
- 1943—1947 гг. — заместитель секретаря ЦК КП(б) Грузии по животноводству,
- 1947—1948 гг. — заведующий организационно-инструкторским отделом ЦК КП(б) Грузии,
- 1948—1951 гг. — заведующий отделом партийных, профсоюзных и комсомольских органов ЦК КП(б) Грузии.

Депутат Верховного Совета СССР 3 созыва.
В ноябре 1951 г. был арестован.

## Награды
- орден Ленина
- орден Отечественной войны I степени
- орден Трудового Красного Знамени (24.02.1941)
- 2 ордена Красной Звезды
- медали